# Deva (Guipúzcoa)

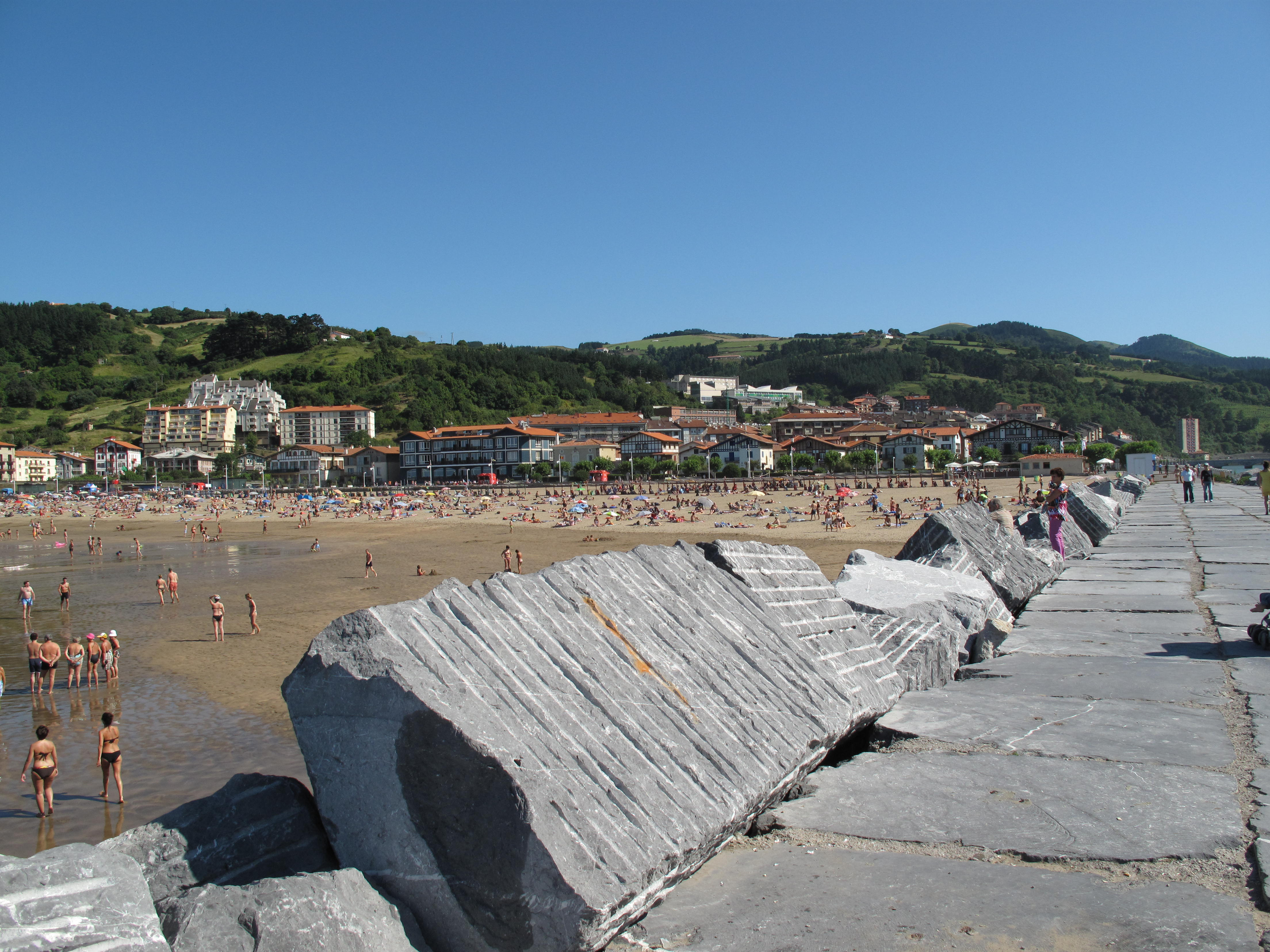
Playa de Deva desde la escollera

Deva (oficialmente en euskera: Deba) es una localidad costera y municipio guipuzcoano del País Vasco, España. Está situada al noroeste de la provincia de Guipúzcoa y ubicada en la desembocadura del río Deva, pertenece a la comarca del Bajo Deva. Tiene una población de 5445 habitantes (2019) y una superficie de 51,54 km², con una densidad de 104,85 habitantes por km². Ostenta los títulos de Muy noble y muy leal villa.
El origen de la villa de Deva se sitúa en el cercano núcleo rural de Icíar fundado en 1294, hasta que en 1343 se estableció en la actual ubicación con el nombre de Montreal de Deva. 
Se distribuye por dos vertientes diferentes, la del río Deva y la del río Urola, y su terreno es muy accidentado. La costa destaca por la llamada rasa mareal que se extiende hasta Zumaya. Se sitúa en la margen derecha de la ría que el río Deva forma en su desembocadura; en ella, en otra época, hubo un puerto comercial importante; en la actualidad únicamente se utiliza como puerto deportivo y de recreo. Tiene una gran playa, que es su atractivo turístico principal, junto con su gran alameda.

## Símbolos
Sus armas son un escudo de gules con un castillo donjonado con tres torrecillas, sostenido por dos leones rampantes enfrentados, y a sus pies un campo de sinople.

## Toponimia
La villa se ubica en la desembocadura del río Deva del cual toma su nombre. Existen bastantes topónimos homónimos en la zona Norte de España, asociados a ríos.
La palabra «deva» significa en sánscrito dios, deidad. Se considera que deriva a su vez de una palabra proto-indoeuropea, deiwos, utilizada para designar dioses; las propias palabras dios o Zeus, derivarían de dicha palabra original. Por ese hecho, y por estar el topónimo relacionado casi siempre con ríos en España, se ha solido relacionar Deva con el nombre de una hipotética diosa o numen celta de los ríos.
La aplicación del nombre a la actual localidad proviene del hecho de que Deva fue fundada en el lugar que ocupa actualmente el barrio de Icíar en 1294 y fue bautizada con el nombre de Mont-Real. En 1343 fue trasladada a su actual ubicación en la desembocadura del río Deva, pasando a denominarse Mont-Real de Deva; finalmente el nombre de la villa acabaría confundiéndose con el del río al perder el apelativo de Mont-Real.

a Poblacion de Yziar fue Villa con la denominación de Mont-Real desde el 24 de Junio de 1294, en que la libró privilegio de tal el Rey D[o]n Sancho el IVº de Castilla en Valladolid, hasta el 17 de Junio de 1343, que D[o]n Alonso XIº concedió en el Real de sobre Algecira otro privilegio, para que se trasladara al sitio, en que oy se halla.

Tradicionalmente el nombre del pueblo se ha escrito como Deva, aunque en el último tercio del siglo XX comenzó a escribirse también como Deba, al aplicársele las reglas de ortografía modernas de la lengua vasca. Deva es la transcripción formal del pueblo en castellano, y Deba en euskera. Desde 1981 la segunda es la oficial del municipio y en 1989 fue publicada en el BOE, por lo que actualmente es oficial para todas las instancias del Estado. Actualmente Deba es la forma más habitual de escribir el nombre, tanto en euskera como en castellano.
Su gentilicio en castellano es devarés. En euskera se usa debarra o debatarra, común para hombres y mujeres.

## Geografía
Integrado en la comarca de Bajo Deva, se sitúa a 41 kilómetros de la capital donostiarra. El término municipal está atravesado por la Autopista del Cantábrico (AP-8) y por la carretera N-634 entre los pK 33 y 49, además de por las carreteras GI-638, que permite la comunicación con Motrico, GI-3292, que se dirige hacia Azcoitia, y por otras de carácter local que conectan con Icíar y otras aldeas del municipio. 
El relieve del municipio está definido el río Deva en su curso bajo, la costa cantábrica, que incluye la amplia playa de Deva, y los montes y bosques del interior, por donde discurren numerosos arroyos. Los montes principales son Sesiarte (758 metros), Arrateko (739 metros), Aitolako (681 metros) y Anduz (612 metros). El río Deva hace de límite oriental con Motrico. La altitud oscila entre los 758 metros (Sesiarte) y el nivel del mar. El pueblo se alza a 4 metros sobre el nivel del mar. 
| Noroeste: Motrico | Norte: Mar Cantábrico | Noreste: Zumaya   |
| Oeste: Motrico    |                       | Este: Cestona     |
| Suroeste: Mendaro | Sur: Azcoitia         | Sureste: Azpeitia |

Deva limita, al norte con el mar Cantábrico, al este con Zumaya y Cestona, al sur con Azcoitia y Azpeitia, y al oeste con Motrico y Mendaro.

### Hidrografía

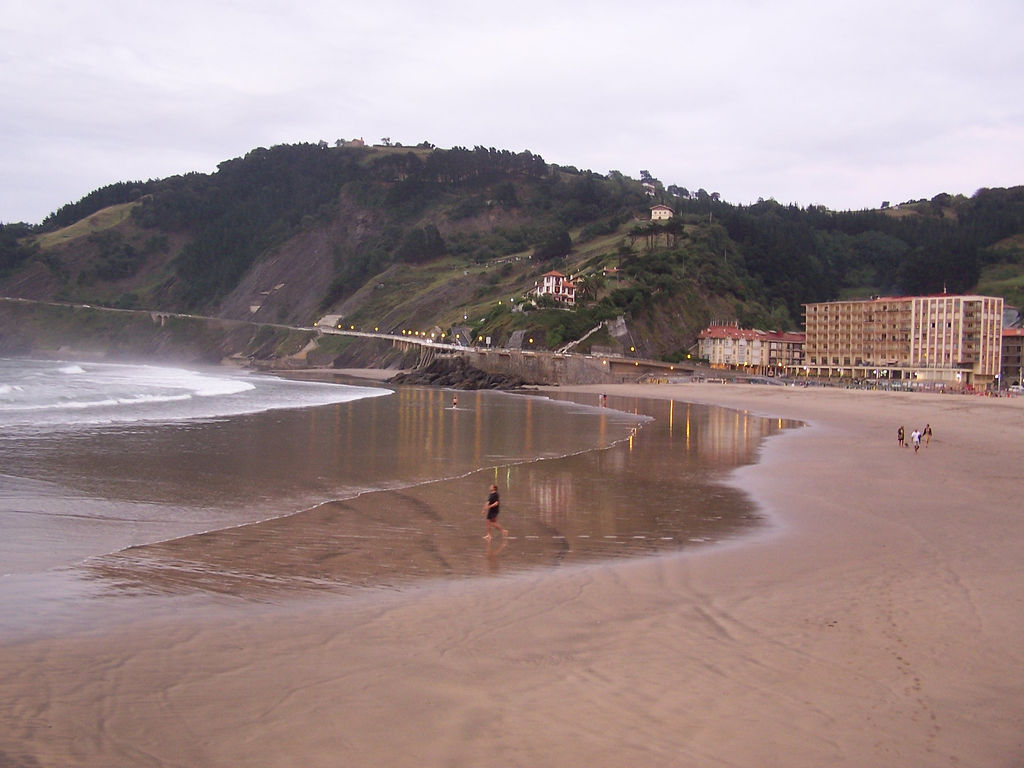
Playa de Deva

La hidrografía del municipio está basada en el río Deva y los pequeños afluentes que llegan a él desde las montañas que le rodean. En la cuenca del Urola son los afluentes de este los que riegan sus tierras; estos afluentes, tanto del Deva como del Urola, son pequeños riachuelos que nacen en los montes cercanos y acaban muriendo en el río principal.
El río Deva (o Diva, según Ptolomeo), en su desembocadura forma una ría que tiene unos 70 m de anchura y cuyo calado depende de la marea. Los márgenes de la ría han sido modificados con la construcción de diques. Esta ría llega hasta el barrio de Sasiola, en Mendaro; en ella se forma una marisma de la que todavía queda algún resto importante, ya que buena parte de la misma ha sido desecada y convertida en tierras de labor. Poco antes de la marisma hay un desfiladero estrecho en el que en tiempos prehistóricos hubo asentamientos, de los cuales hay restos importantes, y en su entrada superior se estableció el Convento Hospital de Sasiola y la iglesia de San Andrés de Astigarribia, considerada como una de las primeras iglesias de la provincia.
Las aguas del Deva estuvieron muy contaminadas, tanto fecal como industrialmente, al recibir, con escaso tratamiento, los saneamientos de las localidades de su cuenca y los desechos de la numerosa industria del área. La situación dio un vuelco en la primera década del siglo XXI cuando los sistemas de saneamiento y depuración se pusieron en marcha.
En la desembocadura del Deva se abre la playa y seguidamente, hacia el este, la costa se acantila formando una rasa mareal. Estos acantilados, que se extienden hasta Zumaya conformando la rasa mareal entre Deva y Zumaya, son especialmente relevantes, no solo por la biodiversidad que se da en la rasa mareal existente a su pie, sino porque las características de su estructura de flysch permiten realizar importantes investigaciones sobre datos geológicos e historia de la Tierra.

### Orografía
La orografía del municipio es muy irregular y abrupta. Los montes que lo rodean alcanzan los 800 o 900m de altitud a poca distancia de la costa. Ya en 1799 Agustín María de Balzola, Vicario de Deva, decía lo siguiente respecto a este capítulo:

Lo escabroso y montuoso de toda la jurisdicción de esta Villa no permite, se dé razón tan circunstanciada como se desea en este Capitulo, siendo una confusión aun para los mismos naturales tanto número de montañas y tanta diversidad de nombres.

Predomina la roca caliza en la composición de los terrenos del municipio, lo que ha propiciado la formación de numerosas dolinas, grandes grutas subterráneas y cuevas, sobre todo en la zona de Itziar y Lastur. La roca caliza hace que el encinar Cantábrico sea muy abundante en estos montes. Los robles, hayas, abedules y otras especies típicas del país completan el panorama arbóreo, al cual hay que añadir las plantaciones, destinadas a la explotación comercial, de pino insignis. Hay grandes campas de hierba en las que pasta el ganado, principalmente vacuno.
La costa destaca por los grandes acantilados de más de 150 m de altura, a cuyos pies se abre la rasa mareal, con playas salvajes de rocas y piedras. Los flyschs se muestran en toda su claridad y se ve cómo los «emparedados» de diferentes rocas entran, rotos, en el mar.

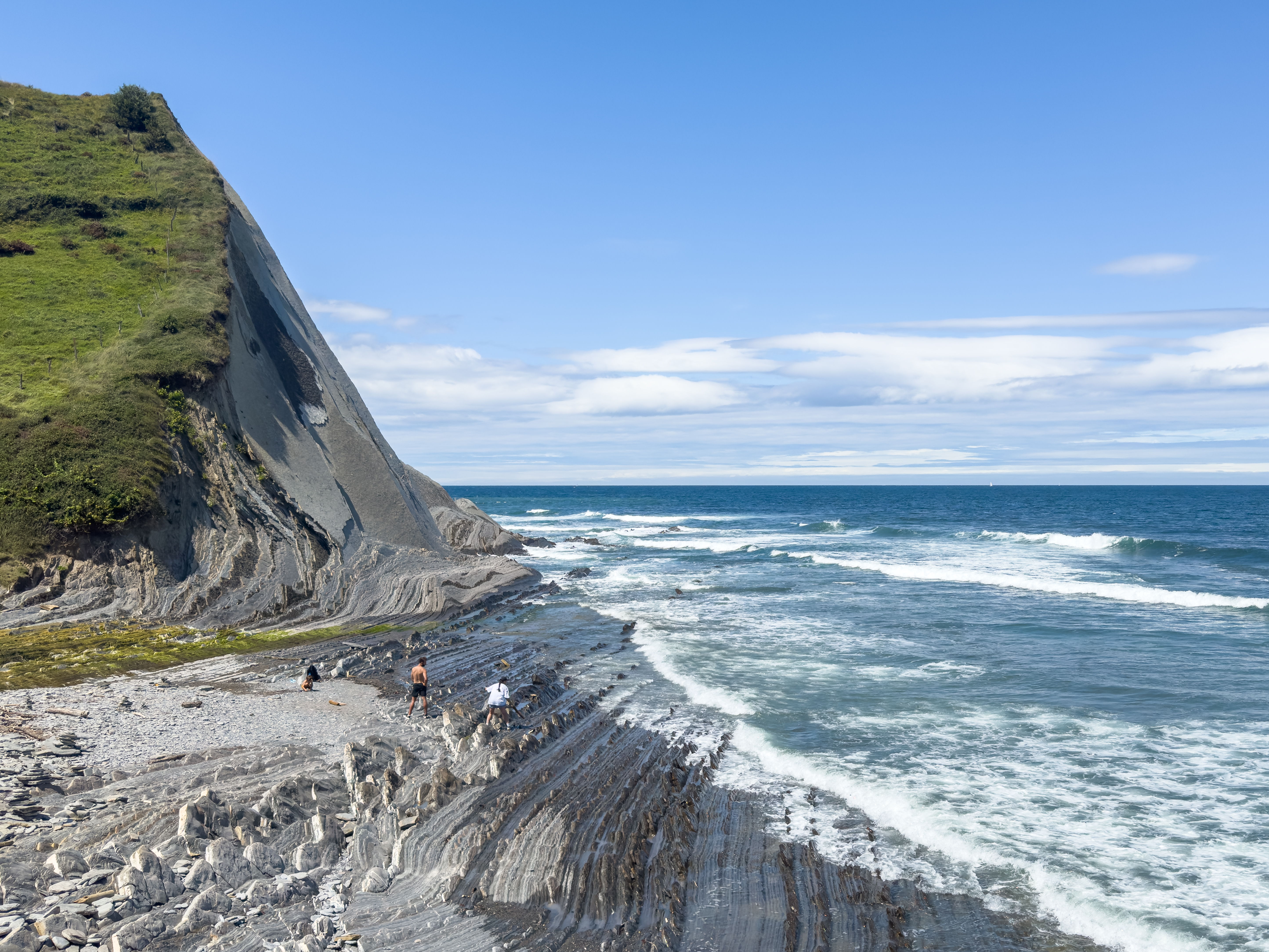
Rasa mareal de Deva y Zumaya

### Núcleos de población
La composición del municipio está basada en el núcleo urbano y en los barrios rurales; estos son Itziar, Lastur y Elorriaga. Los barrios rurales conforman la entidad local menor de Itziar. Hay unos 130 caseríos esparcidos por el territorio. 
La población se concentra en el núcleo urbano, donde reside el 81,7 % de la misma, y en el barrio de Itziar, un 7,7 %. El resto se reparte por los diferentes asentamientos.

## Historia
Los restos prehistóricos hallados en los numerosos yacimientos localizados en el territorio municipal testifican una población importante en tiempos prehistóricos.  El conjunto de pinturas de la cueva de Ekain, donde destaca un grupo de caballos, perteneciente al Magdaleniense, es de los más importantes de Europa. En la zona de Astigarribia se han encontrado importantes restos en la cueva de la Ermitia (pertenecientes a cuatro niveles culturales: neo-eneolítico, aziliense, magdaleniense y solutrense). En el área de Sasiola también se han hallado restos interesantes, como en la de Praileaitz. En otras cuevas se han encontrado pinturas simbólicas que han sido catalogadas provisionalmente en la época Solutrense; es decir, hace unos 20 000 años.
Aun no teniendo noticias de los tiempos del imperio Romano, se sabe que estuvieron en la costa del golfo de Vizcaya con importantes asentamientos, como el puerto y ciudad de Oiasso, en la actual Irún, en Forua, cerca de Guernica o en Guetaria por lo que se puede suponer que también tendrían presencia en la ría del Deva. La iglesia de San Andrés de Astigarribia tiene rastros (una ventana) visigóticos y está considerada como la iglesia más antigua de la provincia.
El primer asentamiento relativo a la población de Deva se encuentra en Icíar, donde el 24 de junio de 1294, en Valladolid, Sancho IV de Borgoña, rey de León y Castilla, daba carta puebla a la población con el nombre de Monreal de Icíar (como dice la catedrática en Historia Medieval Beatriz de Arizaga), que vivieron durante 9 años en la zona situada a 342 metros de altura, pidieron insistentemente al rey el traslado al lado del mar en la zona llana en la margen derecha del río Deva, junto a la desembocadura del mismo, para aprovechar de esta forma los recursos que el mar ofrecía y dedicarse a la pesca y al comercio. El rey Alfonso XI de Castilla autoriza el traslado el 17 de junio de 1343 en el Real de sobre Algeciras, se le daba el nombre de Monreal de Deva y se le otorgaba el fuero de Vitoria. Con este traslado, el sitio de Icíar dejó de ser villa, como dice Agustín María de Balzola, Vicario de Deva en 1799; 

a Poblacion de Yziar fue Villa con la denominacion de Mont-Real desde el 24 de Junio de 1294, en que la libró privilegio de tal el Rey D[o]n Sancho el IVº de Castilla en Valladolid, hasta el 17 de Junio de 1343, que D[o]n Alonso XIº concedió en el Real de sobre Algecira otro privilegio, para que se trasladara al sitio, en que oy se halla.

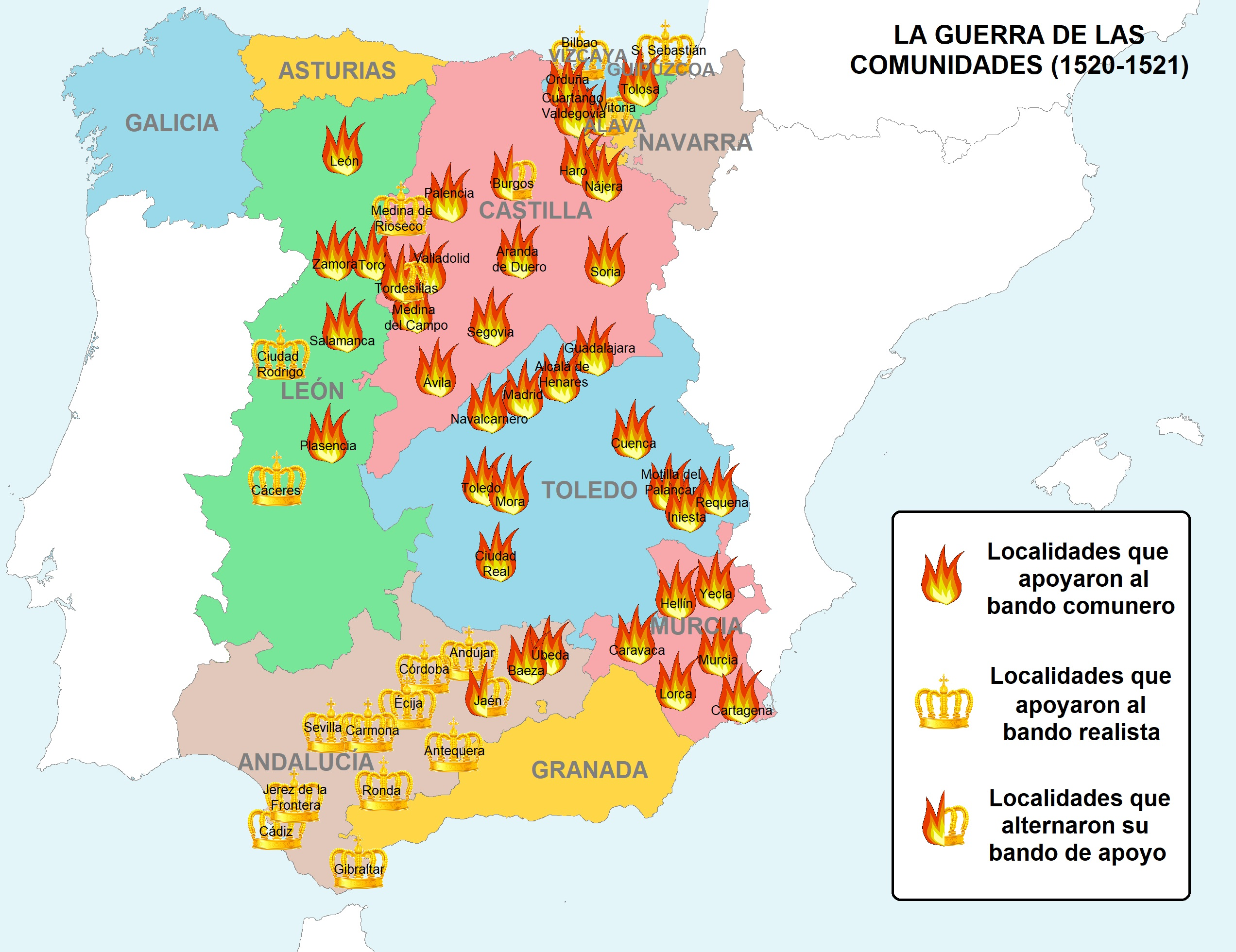
Deva se situó en el bando comunero en la Guerra de las Comunidades

En 1390 se decreta que las reuniones del concejo, que hasta entonces se celebraban en el arenal, pasaran a realizarse en la iglesia, dando testimonio documental de la existencia de un templo en esa época.
Tras el levantamiento del conde de Salvatierra en 1520, durante la Guerra de las Comunidades, Deva se situó en el bando comunero, venciendo el ejército realista la resistencia de Deva y de otras localidades comuneras vascas tras la derrota del ejército del conde de Salvatierra, Pedro López de Ayala, en la batalla de Miñano Mayor el 19 de abril de 1521.
En el siglo XVIII, durante la Ilustración, se proyectó la realización de un conjunto de canales navegables cuyo objetivo final era comunicar el Mediterráneo por el Ebro (por el canal de Amposta), por el canal Imperial de Aragón, con el Atlántico por los ríos Zadorra y Deva (Guipúzcoa) (desembocando en Deva) o bien por Laredo (Cantabria), y con el Duero por el canal de Castilla. Este proyecto no se llegó a terminar, supuestamente por causa de los elevados costes derivados de la compleja orografía, aunque se hicieron algunos tramos en las zonas más llanas canal de Castilla y parte del canal Imperial de Aragón entre 1776 y 1790 por orden del conde de Floridablanca.
La economía se basaba en el comercio que generaba el puerto, donde las mercancías que llegaban de la meseta castellana vía Vitoria, se embarcaban para Inglaterra y el hierro procedente de allí se distribuía por las ferrerías del país. Fue tan importante este comercio que en Deva llegó a celebrarse una importante feria de ganado que se perdió cuando el puerto dejó de ser punto de paso de mercancías. La apertura del paso por Orduña, unido al poco calado que la ría del Deva tiene, hicieron que el puerto perdiera importancia. Hay que decir que existieron astilleros hasta principios del siglo XX y que la actividad se mantuvo por algún tiempo.
La caza de la ballena, también fue importante, como en el resto de los pueblos vecinos. Se acompañaba con la pesca de otras especies menores. Tenía Deva dos ferrerías que producían hierro, que tratado en sus herrerías daba como resultado una interesante industria metalúrgica.
La ganadería y la agricultura, en aquellos tiempos, tenían un papel relevante con producción de chacolí ente sus diversos productos.
Deva se extendía hasta Elgóibar y tenía dentro de su circunscripción lo que hoy es Mendaro, contando con los recursos que dicho territorio aportaba, entre ellos el manantial del Kilimón, importante fuente de agua potable de calidad. En esos terrenos se levantaban dos monasterios: el de Sasiola, de Frailes Menores Observantes, y el de Canónigas Agustinas, en el barrio de Garagarza, en Mendaro.
La llegada del ferrocarril a la villa con el establecimiento de una importante estación y la moda de la costa vasca como punto de veraneo y balneario, hicieron que se desarrollara a principios del siglo XX una importante industria centrada en el turismo que llegaba del interior de España y en especial de Madrid. El desarrollo turístico se mantuvo hasta los años 70 del siglo XX, para ser relanzado a principios del siglo XXI.
La creación de la alameda, el recrecimiento de la playa y la adecuación de las infraestructuras hosteleras, contribuyeron a la creación y mantenimiento de fuentes de riqueza.
La historia de Deva queda plasmada en sus monumentos, entre los que destaca la iglesia de Icíar, la que fue iglesia parroquial de aquel primitivo núcleo de Monreal, y la de Santa María, con una maravillosa portada gótica policromada y un bonito claustro.
Durante la guerra de la Independencia, al quedar la villa apartada del camino real dominado por las guarniciones francesas, la playa fue utilizada por la marina británica para desembarcar armas y municiones para Francisco Espoz y Mina, que enviaba a sus guerrilleros a trasladar estos pertrechos hasta Navarra. En una ocasión, los británicos entregaron un cañón, y los navarros, al mando de Marcelino Oráa, consiguieron llevar el cañón, arrastrado por bueyes y atravesando de noche las montañas guipuzcoanas, hasta Navarra. Este insólito hecho fue tema para una novela del escritor inglés Cecil Scott Forester, que posteriormente fue llevada al cine, aunque los argumentos, tanto de la novela como de la película, no guardan prácticamente relación alguna con la realidad de la proeza realizada por los guerrilleros navarros.
Durante la primera guerra carlista, oficiales carlistas elegían Deva con preferencia en sus períodos de descanso. 
Pocos años después pasó por Deva el viajero inglés Richard Ford que dijo: «Deva es una población encantadora, con seis mil almas pesqueras: aquí maduran la naranja y la aceituna...La ciudad, cuadrada, con calles que se cortan en ángulo recto, está situada bajo la ladera del Iciar y tiene dos Plazas».

Durante la segunda guerra carlista, el guerrillero Santa Cruz actuó en Icíar. Pío Baroja escribió sobre sus andanzas en esta tierra.
A finales del siglo XIX con la participación activa del general Francisco Lersundi se encauza la orilla derecha de la ría del Deva. En 1900 se presenta en las Cortes de Madrid, por medio del marqués de Santillana, un proyecto para completar el encauzamiento actuando sobre la orilla izquierda, que es término municipal de Motrico. Este proyecto se queda congelado durante 10 años siendo reactivado de nuevo en 1909 por el ayuntamiento debatarra. Se crea la comisión de obras del puerto que se pone en contacto con el ministro de fomento Fermín Calbetón.
Calbetón apoya el proyecto presentado (junto a otros como el de Zumaya y Motrico) y en junio de 1011 se activan definitivamente las obras del puerto y la alameda. En enero de 1912 se pide el apoyo de los pueblos vecinos que se beneficiarían de la obra y aun así los trámites de la obra se dilatan. El 13 de julio de 1913 se da cuenta de que el Consejo de Estado aprueba el último trámite para comienzo de las obras, en todos los trámites la intervención de Fermín Calbetón fue determinante. La subasta de las obras se realiza en julio de 1911 y al quedar desierta se vuelva a realizar en octubre que quedan adjudicadas al contratista Cesare Domínguez.
Junto a las obras del puerto, se realiza, también con el apoyo de Calbetón, la traída de aguas y el ensanche exterior, bajo planos del arquitecto Cipriano Artetxe sobre una extensión de 
31 000 metros cuadrados que el estado cede al pueblo de Deva. LA obras del ensanche comienzan en 1914 pero no es hasta cuatro años después que llega la cesión de terrenos.
En la guerra civil española de 1936 - 1939, las tropas sublevadas y procedentes de Navarra, ocuparon Deva el 23 de septiembre de 1936. Este hecho dio lugar a que se nombrara una calle del municipio con esa fecha, aunque popularmente se le siguió denominando «calle de los Muertos» por ser la calle que conduce desde la iglesia parroquial al cementerio de la localidad.
El intento de golpe de Estado del 18 de julio de 1936 sorprendió en la localidad a muchos veraneantes que fueron considerados «de derechas», se les detuvo, se les envió a San Sebastián y, desde allí, pasaron en su mayoría a los barcos-prisión que el gobierno vasco tenía en el puerto de Bilbao. El intento de las tropas republicanas de volar el arco correspondiente al puente levadizo, a pesar de estar preparado con antelación, no se realizó gracias a la enérgica intervención de un ciudadano que vivía en la orilla izquierda de la ría. Las tropas rebeldes, compuestas por el requeté navarro y por fuerzas italianas enviadas por Mussolini, quedaron en Deva acuarteladas largo tiempo. Municiones abandonadas por estas tropas en la playa ocasionaron un trágico accidente entre niños que las encontraron.
El desarrollo industrial de la comarca, que tenía el motor en la vecina Éibar, llegó a Deva en la segunda mitad del siglo XX, cuando numerosas industrias buscaron ampliar sus instalaciones en las campas de Icíar, donde se estableció un importante polígono industrial.

### Histórico lugar de veraneo
Desde mediados del siglo XIX tras la llegada del ferrocarril, la villa comenzó a convertirse en uno de los lugares de veraneo playero más conocidos de Guipúzcoa, visitado en especial por personas de Madrid. Se realizaron reformas urbanas importantes para proporcionar al entorno de mayor tranquilidad y belleza, como fue la construcción de la alameda o en encauzamiento de la ría y puerto. Durante todo el siglo XX el turismo de playa fue creciendo y consolidándose, siendo además, en la segunda mitad de siglo, el destino de la cercana urbe urbana formada por las localidades de Éibar y Ermua que, juntas, llegaron a superar los 50.000 habitantes. 
Muchos veraneantes construyeron segundas viviendas en el entorno de la playa, villas como Toledo Enea, Naranjo Ikoa o Sierra Enea. Se abrieron hoteles como Miramar, Monreal, Deva, Celaya, Egaña, Iriondo, entre otros. En la playa se establecieron servicios de toldos y casetas gestionadas por la familia Urasandi. El compositor donostiarra Pablo Sorozábal compuso la Marcha de Deva pieza presente en el repertorio de todas la tamborradas.

## Demografía
Deva cuenta con una población de 5399 habitantes (INE 2024).
| Gráfica de evolución demográfica de Deva entre 1842 y 2021                                                          |
| |
| Población de derecho según los censos de población del INE Población de hecho según los censos de población del INE |

### Transporte y comunicaciones
Deva está atravesada por la carretera N-634, que la une con la cabecera comarcal, la ciudad de Éibar, y con la capital de la provincia, San Sebastián, y  Bilbao, capital de la vecina Vizcaya. La autopista AP-8 tiene un acceso en el barrio de Itziar, y el ferrocarril de vía estrecha, de Eusko Trenbideak, de la línea Bilbao - San Sebastián, tiene estación en pleno centro de la villa, estación que fue importante en otras épocas debido al servicio de la compañía de autobuses "La Esperanza", que transportaba a y desde la estación de Deva a los viajeros de Motrico, Ondárroa y Marquina. La carretera GI-638 la une con la vecina Motrico y con Ondárroa, esta última ya en Vizcaya.
El Puerto Deportivo de Deva es para embarcaciones de recreo y tiene 70 amarres para pequeñas barcas de pesca y yates. No hay líneas ni comerciales ni de pasajeros, aunque en otra época existieron. Está situada en las cercanías de los puertos de Bilbao y Pasajes, y de los aeropuertos de Fuenterrabía, Bilbao y Vitoria.
La distancia a San Sebastián es de 40 km; a Bilbao es de 60 y a Vitoria es de 70. De Éibar está separada por 20 km.

## Economía

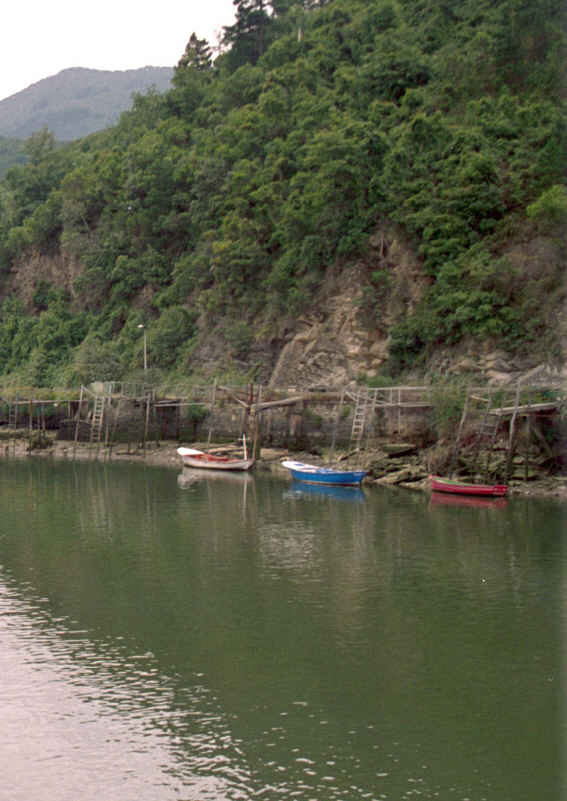
Embarcaderos de la ría de Deva

Históricamente la economía de Deva ha estado sustentada por el comercio y la industria, amén de la actividad rural centrada en la ganadería y agricultura. Las rutas comerciales por mar llegaban al entonces puerto de Deva o al vecino fluvial de Alzola, en Elgóibar, allá por los siglos XVI y XVII. Tenía dos ferrerías y el comercio de la lana castellana, que llegaba desde Vitoria, y el hierro inglés, hacía que Deva fuera considerada rica. En su ría hubo astilleros hasta el siglo XX.
En la actualidad, al igual que antaño, también son la industria y el comercio, esta vez con carácter de turismo, los que mantienen la economía de la villa. El sector servicios, con cerca de un 50 % de la ocupación, y la industria, con un 38 %, son el pilar económico. La ganadería y agricultura mantienen una cierta importancia.
El sector primario, con 3506 ha dedicadas a explotaciones agrícolas y ganaderas, principalmente ganaderas, ocupa, en las 220 pequeñas explotaciones, al 6,5 % de la población activa.  La agricultura es casi exclusivamente para el autoconsumo y la venta en los mercados de los pueblos de la comarca. Las ganaderías se dedican a la leche y a la carne. Hay alguna ganadería de toros bravos en Lastur e Itziar.
En el sector secundario, la industria metalúrgica, como en el resto de la comarca, es la que monopoliza, prácticamente, este sector. Las industrias de accesorios del automóvil y la máquina herramienta son las que están más implantadas. Se aprovechan algunas tierras del valle del Deva para su ubicación, aunque el foco industrial importante se halla en Itziar. La comarca del Bajo Deva, eminentemente industrial y poco extensa, tiene un tipo de ubicación industrial que permite a los habitantes de sus pueblos vivir en unos y trabajar en otros. Las necesidades de las fábricas ubicadas en los centros históricos industriales, como Éibar y Elgóibar, han hecho que se expandan por toda la comarca y aún fuera de ella. 
El sector servicios, basado en el turismo, ocupa a cerca del 50 % de la población activa. El gran atractivo turístico es la playa, y alrededor de ella se han desarrollado diversas actividades de hostelería, restaurantes, hoteles, etc. La parte rural del municipio está accediendo a esta actividad mediante el turismo rural.

### Puerto
La ría de Deva ha sido un puerto comercial de cierta relevancia en la antigüedad. Era uno de los puntos de exportación de la lana castellana al norte de Europa. La lana  llegaba de la meseta castellana vía Vitoria, se embarcaba para Inglaterra y el hierro procedente de allí se distribuía por las ferrerías del país. Tras finalizar ese comercio la zona perdió importancia quedando como un uso muy residual para algunas pequeñas embarcaciones de pesca muy artesanal y alguna embarcación deportiva ligada a la actividad veraniega de la localidad. A finales del siglo XX el Gobierno Vasco emprendió una labor de potenciación de puertos deportivos y recreativos, fruto de ello fue la creación de una dársena deportiva.
El puerto está ubicado al lado del puente  que cruza la ría y canalizado un espigón a la izquierda y una escollera a la derecha, tiene poco calado con marea baja y la barra es variable y peligrosa. Está gestionado por Euskadiko Kirol Portuak.
Características generales
- Situación: l= 43 -17,6 N L= 02 -21,2 W
- Carrera de Marea: 4,5 m
- Boca de entrada:

- Anchura: 25 m
- Calado en B.M.V.E: 0,5 m
- Orientación: Norte

Servicios del puerto
- Rampa

## Administración y política
| Partido político                                             | 2023  | 2023       | 2019  | 2019       | 2015  | 2015       | 2011  | 2011       |
| Partido político                                             | %     | Concejales | %     | Concejales | %     | Concejales | %     | Concejales |
| Euskal Herria Bildu (EH Bildu)-Bildu                         | 43,22 | 6          | 42,30 | 6          | 35,34 | 5          | —     | —          |
| Euzko Alderdi Jeltzalea-Partido Nacionalista Vasco (EAJ-PNV) | 39,79 | 6          | 23,40 | 3          | 20,92 | 3          | 21,81 | 3          |
| Elkarrekin Podemos-Orain Deba                                | 11,86 | 1          | —     | —          | —     | —          | —     | —          |
| Debarren Ahotsa (DA)                                         | —     | —          | 29,87 | 4          | 39,48 | 5          | —     | —          |
| Alternatiba                                                  | —     | —          | —     | —          | —     | —          | 31,44 | 5          |
| Eusko Alkartasuna (EA)                                       | —     | —          | —     | —          | —     | —          | 17,55 | 2          |
| Aralar                                                       | —     | —          | —     | —          | —     | —          | 12,82 | 2          |
| Itziar Herria Sortzen                                        | —     | —          | —     | —          | —     | —          | 7,92  | 1          |

## Cultura

### Patrimonio
Son muchos lo monumentos que hay que destacar en esta villa. Desde los yacimientos arqueológicos hasta los impresionantes acantilados de su costa. Las construcciones civiles y religiosas son importantes. 

#### Yacimientos arqueológicos
- Cueva de Ekain, junto con los yacimientos de Lascaux, Niaux y Altamira es uno de los más importantes del arco Atlántico. Sus pinturas, entre las que destaca en grupo de caballos son de la máxima relevancia del período Magdaleniense (15 000-12 000 a. C.). El conjunto pictórico fue descubierto por A. Albizuri y R. Rezábal en 1969 y estudiado por la Sociedad de Ciencias Aranzadi. Hay 70 figuras representadas, 64 pintadas y 6 grabadas, en excelente estado de conservación. Existe una réplica para su visita "Ekainberri", ubicado en el vecino municipio de Cestona.

- Cueva de Ermitia, muy cerca de Sasiola y Astigarribia y al lado del antiguo camino real se halla esta cueva que fue estudiada por Barandiarán en 1924 y 1926. Se han hallado restos pertenecientes a cuatro culturas, neoneolítico, aziliense, magdaleniense y solutrense.

- Cueva de Urteaga, en la ladera del monte Salvartore, se han hallado importantes restos de los periodos magdaleniense y aziliense. Lo descubrió Barandiarán en 1928 y lo estudió junto con T. de Aranzadi. Se han encontrado varios cráneos que datan de 12 000 u 8000 a. C.

- Cueva Arbil, desde 1942 que fue estudiada por Aranzadi y Barandiarán hasta los últimos estudios de 1986 se han hallado importantes muestras de industria lítica, de restos faunísticos, y de yacimientos sepulcrales prehistóricos.

- Cueva de Praileaitz, situada en Sasiola al borde de una cantera en activo que amenaza con destruirla. Se han hallado en ella una serie de pinturas simbólicas, puntos y rayas rojas, que se han datado, provisionalmente, como del periodo Solutrense. También se han encontrado 29 collares de carácter ritual, uno de ellos hecho con figuras femeninas del estilo de las venus centroeuropeas, estos colgantes están datados en el Magdaleniense. La ausencia de otros restos, como restos de talla o fauna hace suponer que la cavidad fue habitada en la época Magdaleniense por un solo individuo que sería un chamán y que se utilizaría para la realización de actos rituales de carácter espiritual. La cueva ha sido habitada en un largo período de tiempo, antes y después de haberla usado como sitio ritual. La relevancia de los hallazgos hacen que la importancia del yacimiento sea internacional.

- Monolito de Arluze, al borde de la carretera que va la barrio de Endoia, se halla este monolito de roca caliza en forma de laja que tiene una altura de 1,35 m con anchura que oscila entre 1,75 m en la base y 0,20 m.

#### Construcciones religiosas

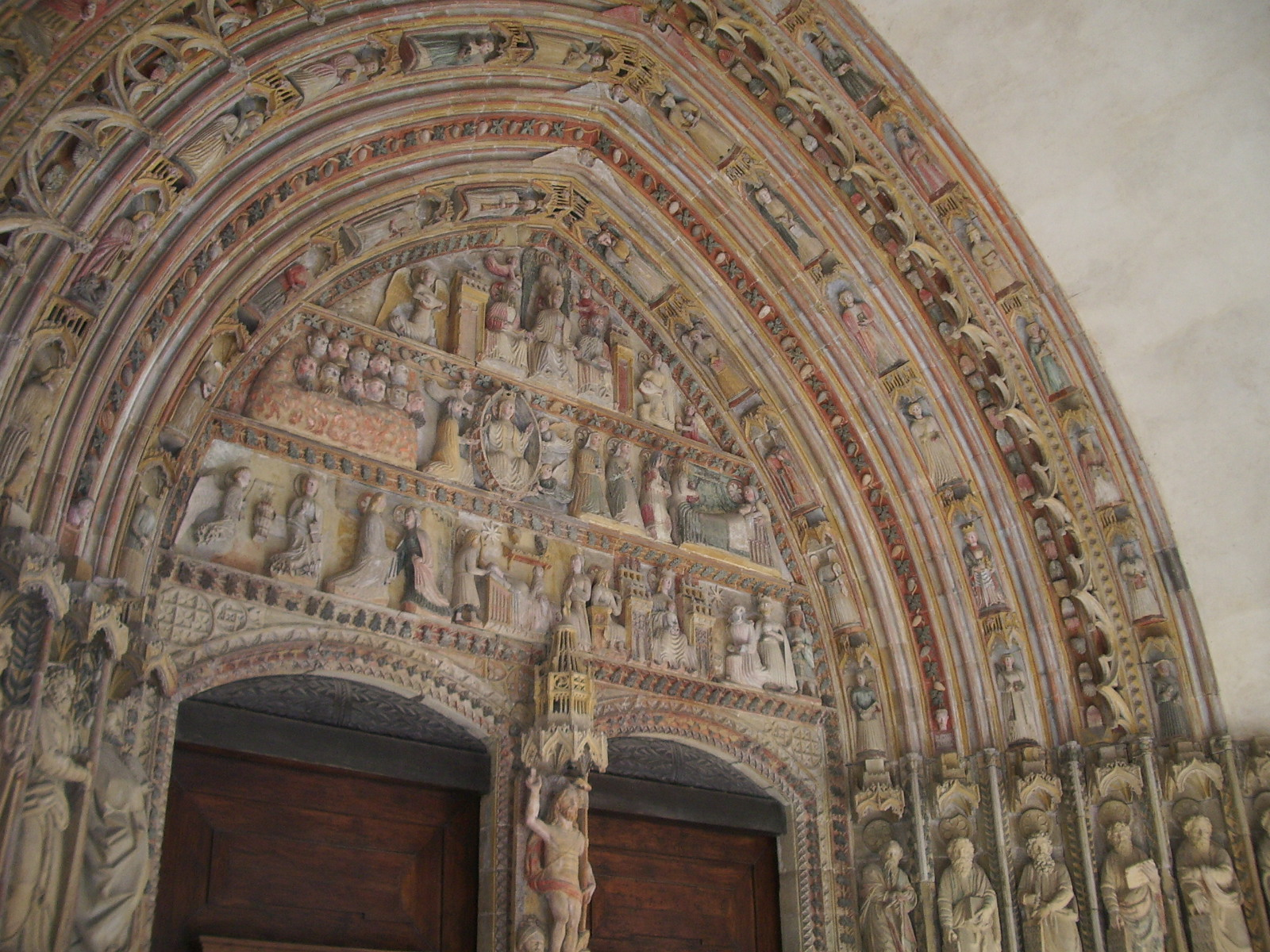
Portada de Santa María de Deva

- Iglesia de parroquial de Santa María, del siglo XV (finalizada en el XVII), declarada Monumento Nacional. Edificación gótica con una imponente portada policromada y claustro gótico, el primero de Guipúzcoa. Imponente interior con sus tres naves y bóvedas de crucería rodeado de capillas que se abren entre los contrafuertes de la nave. En el interior destaca el Retablo Mayor de Nuestra Señora de la Asunción, de Bernabé Cordero en 1662 y armado por Pedro de Alloitiz en 1668.

- Santuario de Icíar, antigua iglesia parroquial, que data del siglo XIII, reformado en el XVI. Gótico, en tres tramos en su interior guarda un magnífico retablo plateresco tallado en madera por Andrés de Araoz en el siglo XVI y la imagen románica de la virgen. En 1799 describían así la iglesia de Icíar:

Es inmemorial venerada con tradicion de aparecida, y celebre por sus milagros la devotisima Ymagen de Maria Santissima de Yziar en la Parroquia del mismo nombre, cuia distancia queda anotada. Esta Yglesia es de una nabe muy capaz, y de primorosa arquitectura, adornada con un magnifico camarin trabajado, no há muchos años.

- Convento Hospital de Sasiola, del siglo XVI o XVII y declarado monumento provincial en 1964 fue convento de Frailes Menores Observantes y hospital de peregrinos del Camino de Santiago de la costa. En un principio se quería fundar el convento en Icíar pero el cabildo se opuso. Entonces Juan Pérez de Licona les donó el sitio y astillero de Sasiola, situados entre Deva y Mendaro a la orilla del río Deva, lugar donde, al parecer, existían unas edificaciones así como astilleros y una ermita dedicada a Nuestra Señora de la Piedad. De construcción gótica destaca el retablo Mayor, en madera de nogal, del siglo XVII, que está situado en el presbiterio, barroco y semejante al del Convento Vidaurreta.

Hay pequeñas ermitas diseminadas por todo el municipio, tanto en el casco urbano como en los barrios. Destacan la de Santa Catalina en el barrio de Egia, de 1539, San Sebastián de Elorriaga de 1391, San Nicolás de Lastur de 1625 o San Roque del siglo XVI.

#### Construcciones civiles

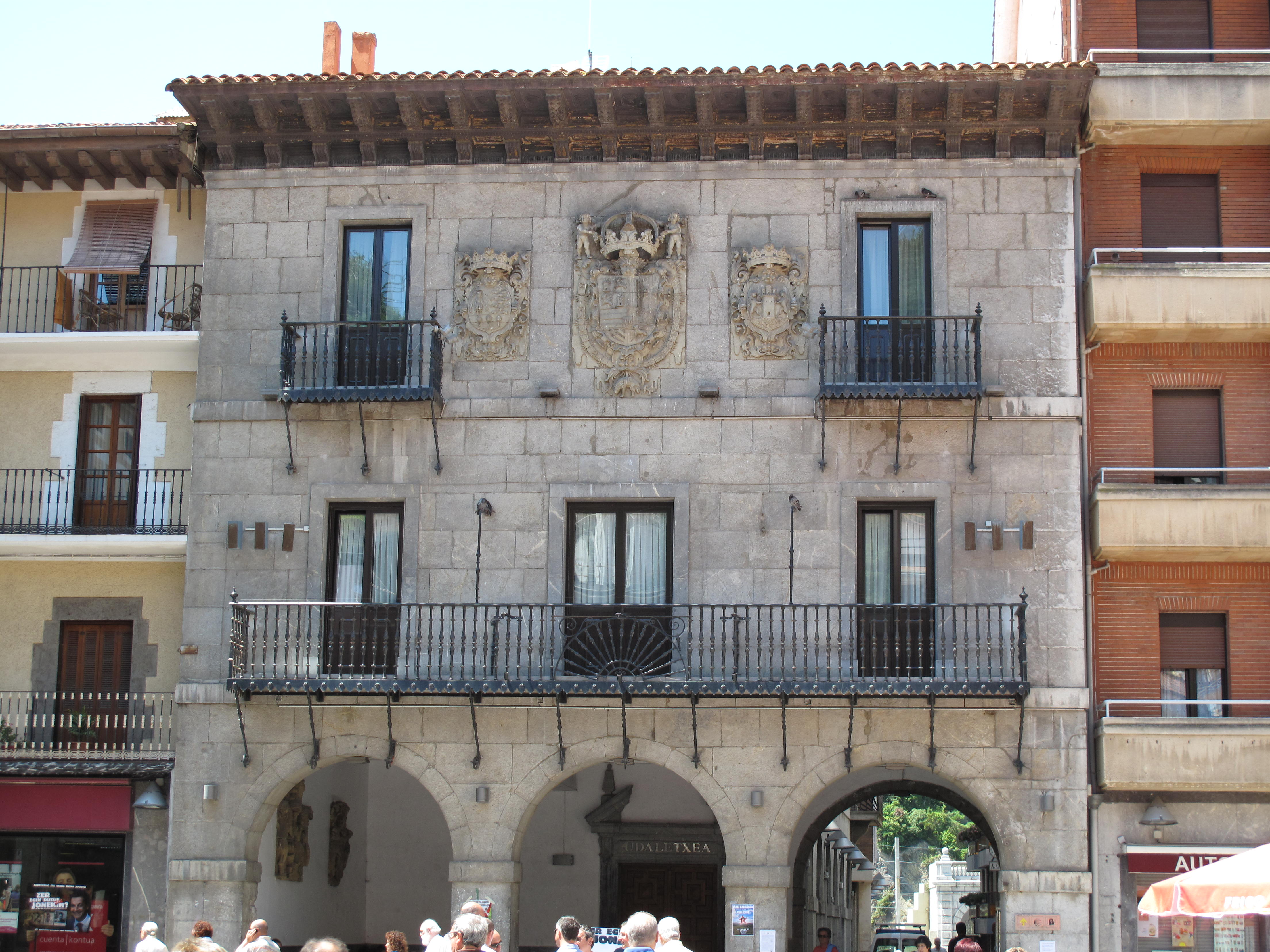
Casa consistorial

- Casa consistorial, de 1747 y diseñada por Ignacio de Ibero es un imponente edificio barroco, al gusto herreriano, de sillería caliza. Pórtico con paso en la planta baja, balcón corrido en la primera y balcones en la segunda con los escudos de Deva, Guipúzcoa y España en la fachada. En sus bajos aloja varios escudos de armas de edificios derribados.

- Casa Aguirre o Palacio de Valmar, del siglo XV, la fachada principal está construida en sillería, mientras que las fachadas norte son lisas con ventanas uniformemente distribuidas. Hacia la ría dispone de amplios ventanales que la caracterizan. Todas las fachadas están rematadas por un alero tallado. En el interior las estancias principales destacan por la exuberante decoración.

- Casa Aldazabal, con balcones con su piedra de sillería decorada, barandillas de hierro forjados y sus dos escudos, hacen de toda su fachada un conjunto muy armonioso.
- Casa de Báñez, de planta rectangular y tejado a cuatro aguas porta en su fachada los escudos de Sasiola y Báñez.

- Torre de Sasiola, antigua casa torre medieval conserva aún elementos pertenecientes a esa construcción defensiva.

- Puente de Deva-Motrico, inaugurado en 1866 formaba parte de la comunicación entre las capitales por la costa. Consta de tres arcos y un añadido que sustituyó, en 1951 al tramo levadizo que dejaba pasar los barcos ría arriba. Posee una calificación de protección especial,  por estar calificado como Bien Cultural dentro del Conjunto Monumental del Camino de Santiago.

En el pretil de la parte sur, una argolla señala el curso madre de la ría y la división entre Deva y Motrico. En el lado de Deva contó con un pequeño nido ametrallador construido durante la Segunda Guerra Mundial, para repeler una posible desembarco de tropas aliadas y que desapareció con la construcción del paseo a orilla de la ría del Deva a finales del siglo XX. En 2007 se cerró al tráfico rodado, dándole solamente uso peatonal. El 5 de julio de 2018 sufre el hundimiento del pilar central lo que obligó a su reconstrucción que fue finalizada en junio de 2022, esta reconstrucción recibió el premio al Mejor Proyecto Europeo en la categoría de Conservación otorgado por la Comisión Europea y Europa Nostra dentro de los Premios Europeos de Patrimonio.
- Plaza del mercado, de principios del siglo XX, proyectado por Manuel Echave Zalacain en 1905 y construido en 1910, es Monumento del País Vasco desde 1995.

Hay algunos caseríos de especial valor como el caserío Arriolabeñe, del siglo XVI.

### Fiestas
Deva celebra sus fiesta patronales en honor a San Roque el 16 de agosto en ellas destacan los encierros (con los novillos que se van a correr a la tarde) y las novilladas. También la tamborrada organizada por la sociedad gastronómica Ozio Bide.
Los barrios tiene sus fiestas propias así pues tenemos;
- En Elorriaga, San Sebastián el 19 de enero.
- En Endoia, San Asensio (la Ascensión) en mayo 40 días después de Pascua.
- En Itziar, Kopraixak comienzan el primer sábado de agosto.
- En Lastur, San Nicolás el 10 de septiembre.

Aparte de estas fiestas se celebran otras comunes al país y la comarca como Víspera de Santa Águeda, San Blas el Día del Debarra y Eukaljaia.

### Leyendas
- Las tres olas. Incluida en Tradiciones Vasco Cántabras de Juan Venancio de Araquistain. Imprenta de la provincia en Tolosa, 1866.